# Свети Архангел Гавриил (Лопардинце)
„Свети Архангел Гавриил“ (на сръбски: Манастир Светог архангела Гаврила) е манастирска православна църква във вранското село Лопардинце, Пчински окръг, Южна Сърбия.
Манастирът е издигнат през втората половина на XVI век върху средновековна църква, за което свидетелства част от зид, открит при реконструкцията на храма в 1996 година. Заедно с изграждането е и изписана. Във втората половина на XVII век е обновена и отново изписана. Стенописите са доизписвани и отново изписвани и в XIX и XX век. Западно от църквата е запазен конак от XIX века, а източно е новият конак от 1996 – 1997 година. Църквата е каменна с покритие от плочи.
От 1988 година се извършват консервационни и реставрационни дейности в манастира. В 1996 година църквата е обновена, като освен средновековния зид е открита и врата на северната стена, която е отворена. През първото десетилетие на XXI век освен изграждането на конака е изградена и порта, изграден е мост на реката и е направена нова чешма.